# Natalia Gordienco
Natalia Gordienko (Chisinau, 11 de desembre del 1987) és una cantant moldava.

## Biografia
Natalia ve d'una família d'arquitectes. A l'escola va cantar al cor del seu col·legi. També va fer cursos de piano i va estar durant deu anys en un grup de dansa. A partir dels seus quinze anys va participar en diverses caces de talent.
Des del 2005 és la cantant del grup musical Millennium. Al mateix any, van participar en la preselecció moldava del Festival de la Cançó d'Eurovisió 2005. Van acabar en tercer lloc. L'any següent, va guanyar la preselecció moldava amb Arsenium, conegut del grup musical O-Zone. Amb la cançó «Loca», van acabar en el vintè lloc.
El 2007 va guanyar el Festival New Wave.
Amb la cançó «Prison», Gordienko va guanyar la preselecció moldava pel Festival de la Cançó d'Eurovisió 2020, que s'hauria celebrat a la ciutat neerlandesa de Rotterdam en cas de no haver sigut cancel·lat per la pandèmia per coronavirus de 2019-2020. El gener del 2021 va ser seleccionada internament pel difusor públic moldau per representar el país en el Festival de la Cançó d'Eurovisió 2021. Participà amb la cançó «Sugar» i quedà en tretzena posició.